# Czekolada pitna
Czekolada pitna, czekolada do picia – napój powstały z mieszanki śmietanki (30-36%), mleka i czekolady gorzkiej (wersja klasyczna), zazwyczaj wypijany na gorąco. Do Europy została przywieziona z Nowego Świata.
W XIX- i XX-wiecznych europejskich lokalach gastronomicznych podawano czekoladę pitną przyrządzaną na gorąco i na zimno, z dodatkiem spienionego mleka lub bitej śmietany, na ostro i w stylu meksykańskim oraz w połączeniu z kawą. Serwowano również napój będący mieszanką białej i ciemnej czekolady.
Dodatkiem do czekolady bywa piana z mleka, które się spienia gorącą parą pod ciśnieniem, najczęściej w ekspresach ciśnieniowych.